# ロンゲスト・ヤード (1974年の映画)
『ロンゲスト・ヤード』（The Longest Yard）は、1974年のアメリカ合衆国のコメディ映画。監督はロバート・アルドリッチ、出演はバート・レイノルズとエディ・アルバートなど。アメリカン・フットボールが題材となっている。
第32回ゴールデングローブ賞作品賞（ミュージカル・コメディ部門）受賞。
2005年にピーター・シーガル監督、アダム・サンドラー主演でリメイクされている（『ロンゲスト・ヤード』）。また、2001年には舞台をイギリスに、種目をサッカーに変更したリメイク作品『ミーン・マシーン』が公開された。

## ストーリー
プロフットボールの元スター・クォーターバック、ポール・“破壊屋”・クルーは、フロリダ州パームビーチの裕福なガールフレンド、メリッサとの生活に嫌気が差し、彼女の元を去る。彼は彼女の制止を聞かずに彼女のシトロエンSMを勝手に持ち出し、警察とカーチェイスになり、その後警察官2人に暴行したため、シトラス州刑務所での18か月の懲役刑を言い渡される。
囚人たちは、クルーが八百長行為でNFLから解雇されたことを知っており、クルーを軽蔑している。所長のルドルフ・ヘイズンは、セミプロの看守チームを率いるフットボール狂だ。彼の看守チームは5シーズン連続で2位に甘んじてきていることから、彼はクルーにチームを指導して貰い、優勝させたいと考えている。しかし、看守チームのコーチであるウィルヘルム・クナウアー看守長は、コーチの座を奪われることを避けるため、所長の依頼を断れとクルーに言う。看守長の圧力から、クルーは所長の依頼を断り続けるが、最終的には、囚人チームを結成して、看守チーム対囚人チームのエキシビションゲームを行うことに同意する。しかも、所長は、看守チームに勢いを付けさせるために囚人チームが負けることをクルーに指示したのだった。クルーは、元プロの重量挙げ選手であるサムソンと、殺人犯で武道の達人であるコニー・ショクナーを含む囚人チームを結成する。
所外から色々な物品を調達出来る「便利屋」、元プロ選手のネイト・スカーボロ、黒人の受刑者として最初にプレーすることを希望した「グラニー」グランビル、長期囚のポップ、そして所長の色っぽい秘書のミス・トゥートの助けを借りて、クルーは「ミーン・マシーン」と呼ばれるチームを結成する。彼は自らクォーターバックになる。「グラニー」が何人かの看守たちからしつこく嫌がらせを受けているのを目撃した黒人受刑者たちも、チームに志願してくる。刑務所運営の手伝いをしている囚人の1人であるアンガーは、「便利屋」の代わりにチームの監督をやりたいとクルーに何度も言うが、クルーはそれを断る。仕返しとしてアンガーは、電気をつけると爆発する、可燃性液体で満たされた電球を作りクルーの独房のソケットにはめて、クルーを殺そうとする。「便利屋」はクルーの指示で対戦資料を取りにクルーの独房に入り、爆発によりクルーの代わりに死んでしまう。アンガーは独房のドア（中からは開けられない）を閉め、便利屋が脱出出来ないようにしたのだ。ヘイズンは、クルーのチームメイトに、試合終了後、脱走を試みた場合どうなるかについて厳しい調子で話す。その後クルーは、プロのようなユニフォーム（「便利屋」が殺される前に看守たちから盗んでおいたもの）をチームメイトにプレゼントし、そのサプライズでチームは大いに活気づく。彼らは新しいユニフォームを着てフィールドに乗り込み、看守とヘイズンを怒らせる。
「ミーン・マシーン」は好調なスタートを切り、ハーフタイム時点では試合は看守チーム15対囚人チーム13という接戦である。ヘイズンは、クルーのチームが少なくとも21点の差で看守チームに負けなければ、クルーを「便利屋」殺害の共犯者（資料を自室に取りに行くように指示したのはクルーだったことから）として告発するぞとクルーを脅す。クルーは、ヘイズンが他の囚人に危害を加えないと約束するならと、渋々同意する。ヘイズンは「21点のリードをつけるなら」と同意するが、21点リードし次第、「囚人チームに可能な限りのダメージを与える」ようクナウアーに指示する。クナウアーは看守チームが実力で勝つと確信しており、所長とクルーの取引を不満に思うが、渋々従う。クルーはわざとミスをし、3タッチダウン分を超える35-13の点差となると、試合から退く。看守たちは何人かの囚人を負傷させ、クルーのチームメイトは裏切られたと感じる。
落ち込んだクルーはポップに、ヘイズン（ポップが若かった頃は看守だった）を殴ることは、たとえ30年間刑務所で過ごすことになっても価値があるかと尋ねる。彼は「俺にはあった」と答える。これでクルーはやる気を出し、試合に戻る。当初、囚人たちは協力することを拒むが、やがてクルーが心変わりしたことを知り、協力する。「ミーン・マシーン」は本気を出し、35対30まで迫る。タッチダウンの1つは、膝の調子が悪かったネイトが決めたものである。しかし、ネイトはすぐに看守チームのボグダンスキーに倒されて走れなくなる。車椅子でフィールドから去る際、ネイトはクルーに「ヘイズンを潰して試合に勝て」と言う。クルーはボグダンスキーの陰部に全力でボールを2度ぶつけ、退場させる。残り時間が無くなった後、クルーが決勝タッチダウンを決め、「ミーン・マシーン」が36対35で勝利する。
囚人チームが喜ぶ中、クルーは帰る観客の群れに向かって歩いている。ヘイズンはクルーが逃げようとしていると考え、クナウアーに撃てと何度も命令する。クナウアーは、新たに生まれたクルーへの敬意から撃つのを躊躇う。クルーはボールを拾いに行っただけだった。クナウアーは自分がやろうとしていたことに嫌気が差し、「勝負あったな」と言ってヘイズンにライフルを返す。クルーはボールを持って、意気消沈しているヘイズンのところに行き、「これをあんたのトロフィーケースに入れておきな」と言う。クルーはポップと一緒にスタジアムの通路に入り、ポップは「お前ならやってくれると思ってた！」と言う。

## キャスト
| 役名                                        | 俳優                   | 日本語吹替 | 日本語吹替 |
| 役名                                        | 俳優                   | 東京12ch版 | テレビ朝日版 |
| ------------------------------------------- | ---------------------- | --- | --- |
| ポール・クルー                              | バート・レイノルズ     | 田中信夫 | 田中信夫 |
| ヘイズン刑務所長                            | エディ・アルバート     | 田中明夫 | 佐野浅夫 |
| クナウア看守長                              | エド・ローター         | 仁内達之 | 柴田秀勝 |
| ネイト・スカボロ （元プロ選手のコーチ）     | マイケル・コンラッド   | 村松康雄 | 徳丸完 |
| ジェームズ・ファレル （便利屋・マネージャ） | ジェームズ・ハンプトン | 野島昭生 | 原田一夫 |
| グランビル （アフリカ系の囚人）             | ハリー・シーザー       | 緒方賢一 | 西尾徳 |
| ポップ （囚人の老人）                       | ジョン・スティードマン | 小野丈夫 | 槐柳二 |
| アンガー （クナウアのスパイ）               | チャールズ・タイナー   | 田中康郎 | 清川元夢 |
| ラスミューゼン （看守）                     | マイク・ヘンリー       | 仲木隆司 | 仲木隆司 |
| サムソン （巨人の囚人）                     | リチャード・キール     | 笹岡繁蔵 | 安西正弘 |
| 不明 その他                                 | N/A                    | 飯塚昭三 小宮和枝 高島雅羅 安田隆 井口成人 桜本昌弘 若本紀昭 田口昴 松田重治 岡田道郎 沢りつお 長堀芳夫 緑川稔 | 弥永和子 山口健 筈見純 有本欽隆 向殿あさみ 沢木郁也 沢田和猫 上田敏也 渡部猛 玄田哲章 笹岡繁蔵 長堀芳夫 岡和男 田中康郎 辻豊人 |
| 日本語スタッフ                              |                        | | |
| 演出                                        | 演出                   | 加藤敏 | 春日正伸 |
| 翻訳                                        | 翻訳                   | 島伸三 | 飯嶋永昭 |
| 効果                                        | 効果                   | | VOX |
| 調整                                        | 調整                   | | 山田太平 |
| 制作                                        | 制作                   | 東北新社 | 東北新社 |
| 解説                                        | 解説                   | 倉益琢真 | 淀川長治 |
| 初回放送                                    | 初回放送               | 1978年4月13日 『木曜洋画劇場』 21:00-23:24                                                                     | 1982年6月13日 『日曜洋画劇場』                                                                                                 |

ニューラインから2025年1月8日に発売された「吹替シネマCLASSICS」シリーズ『ロンゲスト・ヤード-ＴＶ吹替音声収録版-』には両バージョンの日本語吹替を収録。一部音源の無い部分はオリジナル音声・日本語字幕となる。

## 作品の評価
Rotten Tomatoesによれば、34件の評論のうち高評価は79%にあたる27件で、平均点は10点満点中6.9点、批評家の一致した見解は「タフさと可笑しさが同居し、バート・レイノルズの完璧なキャスティングに導かれた『ロンゲスト・ヤード』には、興味深い政治的背景と素晴らしいクライマックスがある。たとえそこに至るまでにあまりにも長い時間がかかりすぎたとしても。」となっている。
Metacriticによれば、7件の評論のうち、高評価は4件、賛否混在は3件、低評価はなく、平均点は100点満点中61点となっている。